# 埃瓦爾德-海因里希·馮·克萊斯特-舒曼森
埃瓦爾德-海因里希·馮·克萊斯特-舒曼森（德語：Ewald-Heinrich von Kleist-Schmenzin；1922年7月10日—2013年3月8日）是一名出版商，在二戰期間曾經是德意志國防軍陸軍中尉軍官，在1940年18歳時加入步兵團。他是克萊斯特家族的成員之一，他的父親埃瓦爾德曾經為了反抗納粹而對抗希特勒。他們父子兩人也一同參與7月20日密谋案。克萊斯特-舒曼森是7·20密谋案最後一位逝世的親歷者。

## 生平事蹟
1940年，他在18歳時加入德意志國防軍，成為步兵軍官。在軍隊裡，他被施陶芬貝格吸收並成為反抗納粹的成員。1944年1月，原先是由艾克塞爾·男爵·馮·迪·布斯-史特萊特何斯特準備執行刺殺任務，帶著他父親給予的祝福，自願與布斯-史特萊特何斯特交換，去行刺希特勒。

## 流行文化
在2004年由德國製作的電視影集《史陶芬堡》由賽巴斯蒂安·魯格飾演他本人。

## 外部連結
（德文）
- 德国空军網站：著名的時代見證者（Markanter Zeitzeuge - luftwaffe.de） （页面存档备份，存于）
- 7月20日密谋案最後一名生還者逝世（Letzter verbliebene Teilnehmer des Hitler-Attentats vom 20. Juli gestorben - finanznachrichten.de）（页面存档备份，存于）

（英文）
- 紐約每日新聞：7月20日密謀案最後的生還者，馮·克萊斯特，90歳逝世（Von Kleist, last survivor of plot to assassinate Hitler, dies at 90 - NY Daily News） （页面存档备份，存于）
- 衛報：埃瓦爾德-海因里希·馮·克萊斯特逝世（Ewald-Heinrich von Kleist obituary - guardian.co.uk） （页面存档备份，存于）
- 雅虎新聞：最後一名密謀刺殺希特勒的生還者在90歳逝世（Last survivor of plot to kill Hitler dies at 90 - news.yahoo.com） （页面存档备份，存于）